# Cava
El cava es una Denominación de Origen Protegida supraautonómica de España. Se trata de un vino espumoso de calidad, obtenido mediante la realización de una segunda fermentación alcohólica, en botella, del vino base, y cumpliendo el método tradicional. El vino debe permanecer, al menos, nueve meses en contacto con las lías y en la misma botella en la que tuvo lugar la segunda fermentación. Puede ser blanco o rosado.

## Misión y estándares de calidad
El Consejo Regulador de la Denominación de Origen Protegida Cava (organismo dependiente del Ministerio de Agricultura, Pesca y Alimentación) es el encargado de velar por la calidad de los vinos de la D.O.P. Cava así como de asegurar el cumplimiento del pliego de condiciones que lo regulan. Además, orienta, vigila y controla la producción y elaboración de los vinos amparados, y se ocupa de velar por el prestigio de la D.O.P. y de promocionar su presencia en los mercados internacionales.
El Consejo Regulador del Cava controla todos los elementos del proceso de producción del Cava: desde la recolección de la uva hasta el producto final y su promoción.

## Características del cava

### Elaboración
Elaborado según el Método Tradicional (conocido también como Méthode Champenoise o Méthode traditionelle) que comparte con el Champagne, el cava requiere de un proceso de doble fermentación. La primera fermentación, también conocida como fermentación alcohólica, se lleva a cabo mayoritariamente en grandes depósitos de acero inoxidable con control de temperatura. La segunda fermentación, se llevará a cabo en el interior de la misma botella que luego llegará al consumidor.

### Variedades de uva
Las principales variedades de uva utilizadas en la elaboración del cava son de uva blanca: Macabeo, Charelo y Parellada. También se utilizan otras variedades como Chardonnay o Pinot Noir y, de manera menos extensa, Subirat parent  (Malvasía). Para los cavas rosados se utilizan las variedades de uvas negras Garnacha, Monastrell y Bonicaire.

### Azúcar
Por sus características organolépticas, el cava no requiere apenas de dosage. El dosage o licor de expedición está formado habitualmente por vino y azúcar, o mosto concentrado rectificado, con el que se rellena la pequeña cantidad de líquido perdido durante el proceso de degüelle. Hay muchas opciones y posibles variaciones en la composición exacta del licor de expedición de cada elaborador y la cantidad de azúcar determinará el tipo de cava resultante. No obstante, existe un tipo de cava al que no se le añade este licor, el Brut Nature (0-3 gramos por litro de azúcares naturales).[cita requerida]

### Tiempo de crianza
El cava requiere de un tiempo mínimo de crianza en botella de nueve meses para los Cavas de Guarda o Cavas jóvenes y de por lo menos 18 meses para los Cavas de Guarda Superior.[cita requerida]
Según el método tradicional, las botellas serán puestas en horizontal, en hileras alternas en la cava, manteniéndose una temperatura y una humedad constante durante este período, denominado fase de rima. En este punto, comenzará también la toma de espuma, una de las características propias de este tipo de vinos.[cita requerida]

### Clima
Su procedencia de un clima más templado que el de otros vinos espumosos produce unos vinos más secos y ricos en matices, por lo que combinan a la perfección con casi todos los tipos de cocinas del mundo.

Su nombre deriva de las cavas o bodegas, estancias tradicionales destinadas al almacenamiento del vino en barricas o en botellas.

## Historia
Según consta en el libro De l'aiguardent al cava de Josep Colomé Ferrer editado, con la colaboración de la Generalidad de Cataluña y el Consejo Regulador del Cava, por El 3 de vuit: se comenzó a producir un vino espumoso a partir de las investigaciones de Luis Justo Vilanova en el Instituto Agrícola Catalán de San Isidro que defendió el método tradicional. Los primeros productores fueron Francesc Gil y Domènec Soberano, de Reus, que en 1868 lo presentaron en la Exposición Universal de París. Inicialmente se producía con las mismas variedades francesas que utiliza en Francia.
En 1887 llegó la plaga de la filoxera al Penedés, arruinando los cultivos de uva. Esto conllevó una renovación de las variedades utilizadas, con la introducción de cepas blancas de calidad autóctonas, en sustitución de variedades negras. Esta sustitución facilitó el desarrollo del cava ya que adquirió personalidad propia.
En 1927 Primitivo Quiles, viticultor de Monóvar (Alicante), produjo un vino espumoso al que denominaron CAVA, por PRIMERA VEZ en España, como se puede apreciar en las etiquetas, que todavía conserva, de dos botellas en las que se lee: "Cava reservada" del "Gran Imperial Raspay" y, la otra, "Chevalier", Cava Raspay, Monóvar. Primitivo Quiles (hijo) había viajado a Francia, donde aprendió a producir el vino espumoso por el método "champenoise", que con ímpetu innovador se lanzó a su producción y comercialización desde Monóvar.   
En 1972, ante el conflicto con Francia por la denominación protegida champán, se constituyó el Consejo Regulador de los Vinos Espumosos, que aprobó la denominación de «cava» para nombrar al espumoso español, zanjando la disputa y respaldando y valorizando el nombre común utilizado para este vino, en España, llamado «vino de cava».
En el momento de su constitución como D.O. Cava, se elaboraba tradicionalmente espumosos en otras regiones de España como en determinados municipios de La Rioja, Navarra, así como Almendralejo (Extremadura), Requena (Valencia) y Monóvar (Alicante), entre otras, de la Comunidad Valenciana.
En 2015 se crea una nueva categoría de Cava, el Cava de Guarda Superior de Paraje Calificado, para referirse a los Cavas con un mínimo de 36 meses de crianza en botella y que son fruto de un viñedo que reúne unas características especiales de localización y terruño que lo diferencian del resto.
La denominación de origen protegida Cava obtuvo su registro ante la Unión Europea el 13 de junio de 1986. También cuenta con registro ante la Organización Mundial de la Propiedad Intelectual desde 22 de junio de 2021.

## Método tradicional
El método tradicional de elaboración del cava es adaptado a las variedades autóctonas de las distintas zonas españolas de producción.

### Variedades de uva
Las variedades principales de uvas utilizadas en la preparación del cava son: macabeo, parellada y charelo. Cada una aporta al cava unas características que se complementan:
- el macabeo aporta dulzor y perfume,
- la parellada aporta finura, frescor y aroma,
- el charelo aporta cuerpo y estructura.

Las uvas chardonnay y pinot noir se utilizan también de manera extensa.  Existen otras variedades secundarias, como el subirat parent, también llamado malvasía. Para los cavas rosados se utilizan también las variedades negras garnacha, monastrell y bonicaire.
A partir de estas variedades de uva se elabora el vino base, que es el vino tranquilo que se utilizará para elaborar el vino espumoso en una segunda fermentación. El proceso de vinificación es el normal, con un prensado suave a baja presión de los mostos, una clarificación para eliminar los fangos del mosto —tierra y hojas— y fermentación en grandes tanques. Una vez obtenidos los vinos base se hace la mezcla adecuada.

### Segunda fermentación
Del método tradicional propiamente decir que empieza con el tiraje, el embotellamiento del vino base añadiendo el «licor de tiraje». Es una mezcla de vino blanco, de azúcar y de levaduras que, al fermentar, producirán el dióxido de carbono y el aroma característico.

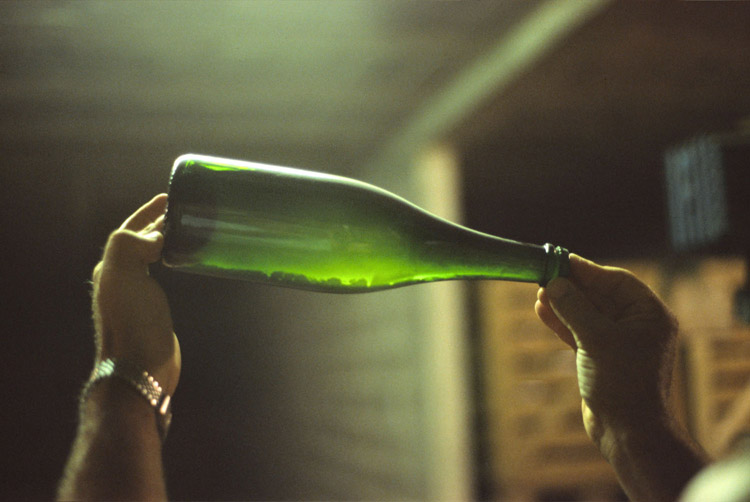
Cava con sedimentos antes del degollamiento

Las botellas se dejan en reposo en posición horizontal (en rima) en cavas, en oscuridad y quietud, y a una temperatura constante de unos 15 °C. La duración de la crianza es, como mínimo, de nueve meses.
Para eliminar los restos de levaduras e impurezas se hace la operación de «removido», que se lleva a término situando las botellas inclinadas en «pupitres» inclinados. El objetivo es acumular los sedimentos al borde del tapón. Tradicionalmente, este proceso se hacía manualmente girando cada botella diariamente un octavo de vuelta al mismo tiempo que se aumenta la inclinación.

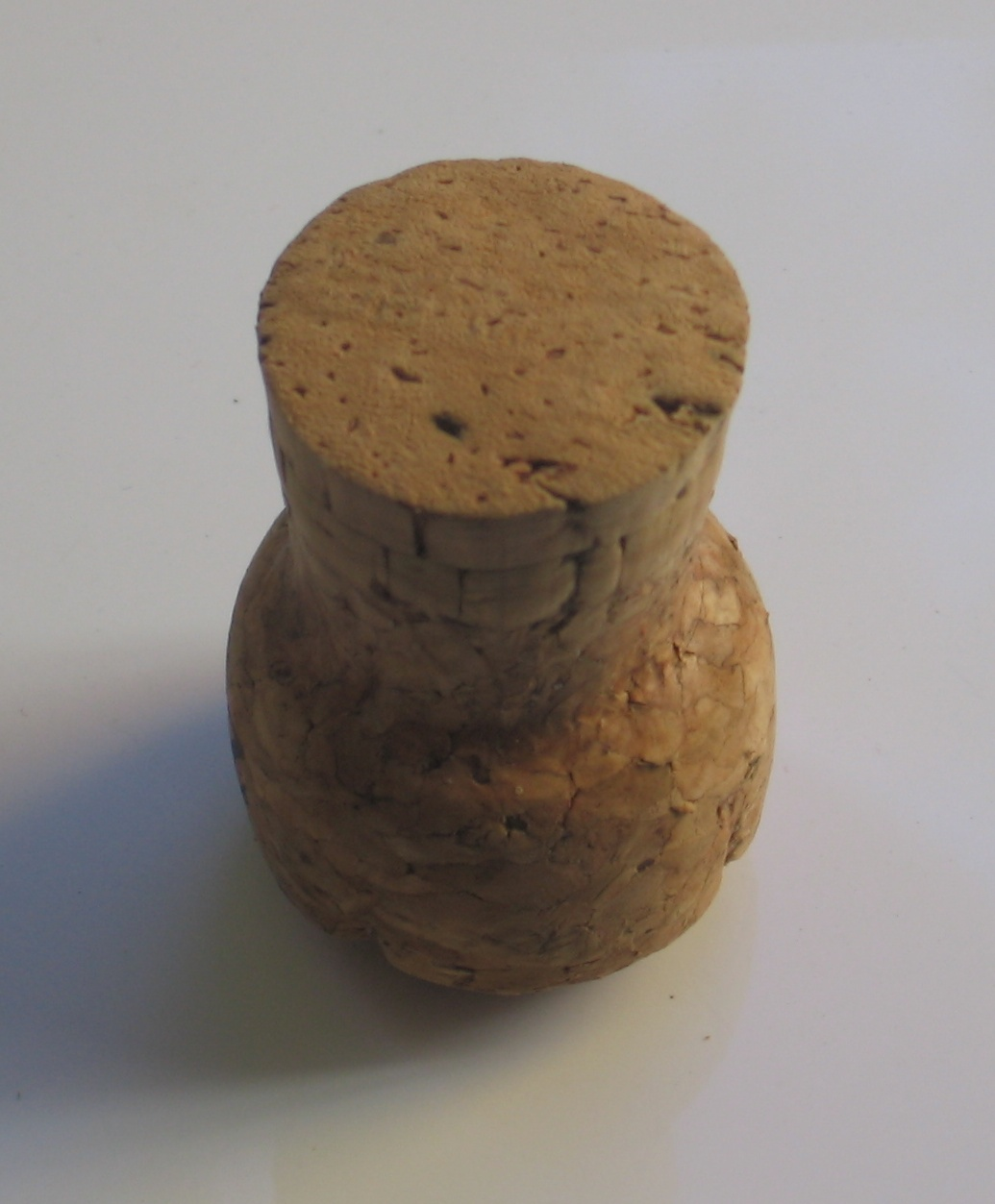
Tapón de corcho

Cuando la botella está totalmente invertida (en punta), se hace el proceso de «degollamiento». Según el proceso artesanal, se destapa la botella dejando salir una pequeña cantidad de espuma. Hoy en día, esta operación se realiza mediante la congelación del cuello de la botella. Al destaparla se dispara el bloque de hielo del cuello con los sedimentos atrapados en él.
Se puede sustituir el líquido perdido en el degollamiento con el llamado licor de expedición, que es azúcar disuelto en vino blanco o aguardiente. La cantidad de azúcar que contenga el cava determinará el tipo de cava. 
Finalmente se coloca el característico tapón de corcho natural, sujetando con un bozal de alambre o una grapa metálica.

## Tipos y categorías de cava
Los Cavas se clasifican de dos maneras diferentes: según su contenido de azúcar (gramos por litro) y  según su tiempo de crianza.
Según la cantidad de azúcar que se añada en el licor de expedición se distinguen las siguientes clases de cava:
- Brut Nature hasta 3 g, naturales por litro, sin azúcares añadidos.
- Extra Brut hasta 6 g de azúcar por litro
- Brut hasta 12 g de azúcar por litro
- Extra Seco entre 12 y 17 g por litro
- Seco  entre 17 y 32 g por litro
- Semiseco entre 32 y 50 g por litro
- Dulce más de 50 g por litro

En el caso del tipo brut nature, la botella no se rellena o se adiciona vino procedente de otra botella de la misna añada. La falta de azúcares añadidos hace que este tipo de cava sea más exigente en cuanto a calidad, y su producción va en aumento mientras disminuye la producción del semiseco, y se ha dejado de producir el dulce. 
Según el tiempo de crianza en botella, un Cava puede pertenecer a las siguientes categorías:
Cavas de Guarda: Son Cavas entre 9 y 17 meses crianza, caracterizados por ser ligeros, frutales y cítricos, con una burbuja chispeante.
Cavas de Guarda Superior: Su mayor tiempo de crianza en botella añade complejidad y riqueza aromática.
- Cava Reserva: entre 18 y 30 meses de crianza.

- Cava Gran Reserva: más de 30 meses de crianza.

- Cava de Paraje Calificado: mínimo de 36 meses.

## Regiones productoras

Región del Cava en Cataluña

La zona geográfica de producción de uva y elaboración de vino base y “Cava” con DOP se encuentra delimitada en los términos municipales siguientes:
- Álava: Laguardia, Moreda de Álava, y Oyón
- Badajoz: Almendralejo
- Barcelona: Abrera, Alella, Artés, Avinyonet, Begas, Cabrera de Igualada, Cabrils, Canyellas, Castellet y Gornal, Castellví de la Marca, Castellví de Rosanés, Cervelló, Corbera de Llobregat, Cubellas, El Masnou, Font-Rubí, Gélida, La Granada, La Llacuna, La Pobla de Claramunt, Las Cabanyas, Martorell, Martorellas, Masquefa, Mediona, Mongat, Odena, Olérdola, Olesa de Bonesvalls, Olivella, Pachs del Panadés, Piera, Hostelets de Pierola, Pla del Panadés, Pontons, Premiá de Mar, Puigdalber, Rubí, San Cugat Sasgarrigas, San Esteban Sasroviras, San Fausto de Campcentellas, Vilasar de Dalt, San Lorenzo de Hortóns, San Martín Sarroca, San Pedro de Ribas, San Pedro de Riudevitlles, San Quintín de Mediona, San Sadurní de Noya, Santa Fe del Panadés, Santa Margarita y Monjós, Santa María de Martorellas de Arriba, Santa María de Miralles, Sitges, Subirats, Teyá, Tiana, Torrelavit, Torrellas de Foix, Vallbona, Vallirana, Villafranca del Panadés, Villanueva y Geltrú, Viloví
- Gerona: Blanes, Capmany, Masarach, Mollet de Perelada, Perelada
- La Rioja: Alesanco, Azofra, Briones, Casalarreina, Cihuri, Cordovín, Cuzcurrita de Rio Tirón, Fonzaleche, Grávalos, Haro, Hormilla, Hormilleja, Nájera, Sajazarra, San Asensio, Tirgo, Uruñuela, y Villalba de Rioja
- Lérida: Lérida, Fulleda, Guimerá, Albí, Espluga Calva, Maldá, Sant Martí de Río Corb, Tarrés, Verdú, Vilosell, y Vinaixa
- Navarra: Mendavia, y Viana
- Tarragona: Aiguamurcia, Albiñana, Alió, Bañeras, Barbará, Bellvey, Blancafort, Bonastre, Bráfim, Cabra del Campo, Calafell, Creixell, Cunit, Catllar, Pla de Santa María, Vendrell, Garidells, Figuerola, Pallaresos, La Bisbal del Panadés, La Nou de Gaya, Arbós, La Riera, La Secuita, Espluga de Francolí, Lloréns, Maslloréns, Montblanch, Montferri, Montmell, Nulles, Perafort, Pira, Puigpelat, Renau, Rocafort de Queralt, Roda de Bará, Rodoñá, Salomó, San Jaime dels Domenys, Santa Oliva, Sarral, Solivella, Vallmoll, Valls, Vespella, Vilabella, Vilarrodona, Vilaseca, Vilavert, y Vimbodí
- Valencia: Requena
- Zaragoza: Cariñena

La sede del Consejo Regulador de la DOP Cava se encuentra en la localidad de Villafranca del Panadés.

## Maridaje
Debido a su habilidad para limpiar y refrescar el paladar con cada bocado, a su fina burbuja y a su sabor seco y rico en matices, el cava casa a la perfección con todo tipo de platos: refuerza la riqueza de sabores, equilibra la intensidad de los platos de marisco, simplifica la complejidad de las sopas y salsas cremosas...
Los cavas más jóvenes y frescos maridan extraordinariamente bien con todo tipo de entrantes o alimentos crudos como el sushi, tartares u ostras mientras que las categorías de crianzas más largas, como el reserva, acompañan de manera extraordinaria los platos de arroces y carnes rojas.
Ambas categorías, Cava de Guarda y Cava de Guarda Superior, son grandes invitados a la mesa de Navidad y en todo tipo de celebraciones.
Los cavas rosados son una gran compañía para quesos de corteza blanca, carnes de vacuno y sus notas de confitura y frutos rojos los hacen ideales para acompañar postres.
Además, el cava es un ingrediente tremendamente versátil en coctelería: puede ser usado tanto para preparar clásicos como la sangría, un cóctel mimosa o un black velvet, o usarse en las mezclas de bebida más innovadoras.

## Conservación
La temperatura ideal para la conservación del cava es de unos 14 °C  y con una humedad ambiental del 50% para mantener una correcta hidratación del corcho. Es también necesario guardar la botella alejada de la luz solar directa y mantenerla apartada de vibraciones indeseadas.

## Presencia internacional
Conocido internacionalmente y disponible en más de 100 países, se trata del vino espumoso con Denominación de Origen en España que más exporta, consolidando su vocación internacional, con dos terceras partes de su producción con destino a los mercados exteriores.

## Bodegas
La producción de la  D.O. Cava reúne más de 38 000 hectáreas de viña y a más de 6 391 viticultores. Sus 370 bodegas asociadas marcan su presencia a escala global.
Todas las marcas bajo la D.O. Cava deben exhibir su sello de calidad en todas sus botellas para dar fe de que cumplen con todas las regulaciones y criterios de alta calidad de la Denominación de Origen.

## Añadas
Clasificación de las añadas: 
| - 1980 Muy buena - 1981 Buena - 1982 Muy buena - 1983 Excelente - 1984 Muy buena - 1985 Buena - 1986 Buena - 1987 Buena - 1988 Muy buena - 1989 Buena | - 1990 Buena - 1991 Muy buena - 1992 Buena - 1993 Muy buena - 1994 Buena - 1995 Buena - 1996 Muy buena - 1997 Buena - 1998 Muy buena - 1999 Muy buena | - 2000 Excelente - 2001 Muy buena - 2002 Muy buena - 2003 Buena - 2004 Buena - 2005 Muy buena - 2006 Excelente - 2007 Excelente - 2008 Excelente - 2009 Muy buena | - 2010 Buena - 2011 Muy Buena - 2012 Muy Buena - 2013 Excelente - 2014 Buena - 2015 Muy buena - 2016 Excelente - 2017 Excelente - 2018 Muy buena |